# Schloss Höpfigheim

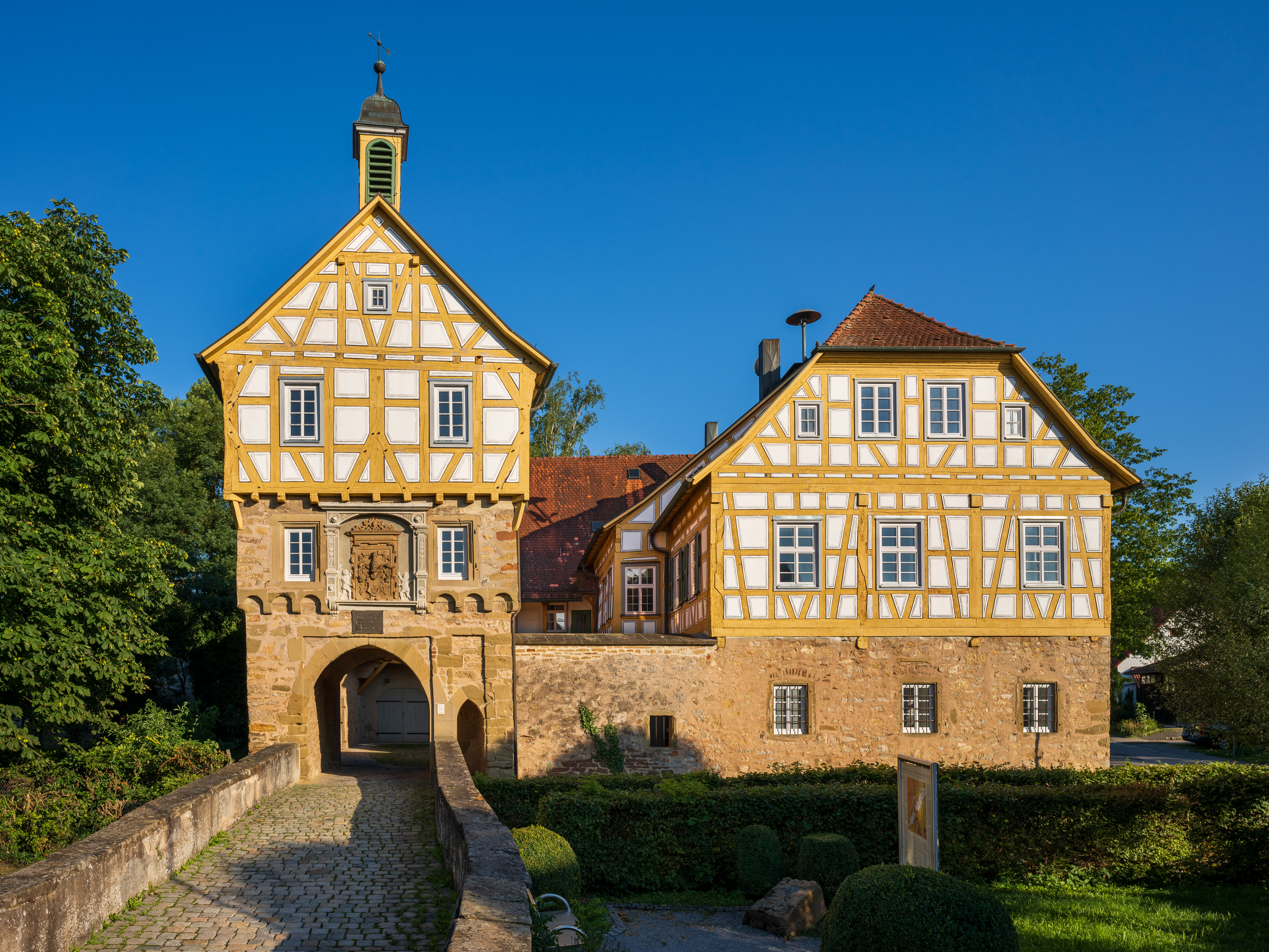
Schloss Höpfigheim, Nordansicht

Schloss Höpfigheim ist eine bereits im Hochmittelalter erbaute und im 16. Jahrhundert zum Schloss ausgebaute Anlage im Stadtteil Höpfigheim von Steinheim an der Murr im Landkreis Ludwigsburg in Baden-Württemberg.

## Beschreibung
Das Schloss besteht aus einem ehemals befestigten und mit Graben umgebenen Wirtschaftshof, wovon sich immer noch Reste finden, z. B. ein mit Schießscharten versehener Rundturm oder das Richtung Norden gebaute Torhaus des Vorhofs. Im Vorhof befindet sich die eigentliche quadratische Schlossanlage, die ebenfalls mit Graben und Mauer versehen ist. An der südlichen und westlichen Seite des Innenhofs befindet sich das zweiflügelige Schlossgebäude. Die Ost- und Nordseite ist mit Mauer und Wehrgang umfriedet, in nordöstlicher Richtung findet sich der Zugang zum Innenhof über das Torhaus.

## Geschichte
Die Burg wird erstmals 1339 urkundlich erwähnt, 1344 noch einmal als Besitz Walter von Ebersbachs, der es als Lehen der Grafen von Vaihingen besaß. Es gehörte zwischenzeitlich den Herren von Mönsheim, Urach und Bernhausen, bevor es 1486 in den Besitz der Familie von Speth kam. 1587 wurde die Anlage an Herzog Ludwig von Württemberg verkauft, der den Geheimrat Melchior Jäger von Gärtringen damit belehnte. Dieser ließ in den 1580er und 1590er Jahren durch Georg Beer, der u. a. das Neue Lusthaus Stuttgart gebaut hatte, die Anlage tiefgreifend verändern. In dieser Zeit wurde die ursprünglich offene Loggia im Obergeschoss des Haupthauses in das Gebäude versetzt und die Säulen mit Stuck versehen. Des Weiteren wurden bei der Erweiterung des Schlossgeländes wahrscheinlich die Verteidigungsanlagen erneuert, da sowohl die beiden Tortürme als auch der Rundturm aus der Zeit des Umbaus stammen. Im Jahre 1754 wurde die Zugbrücke des Schlosses durch eine Steinbrücke ersetzt. Im Jahr 1687 wurde das Lehen von den Jäger von Gärtringen an Herzog Eberhard Ludwig von Württemberg zurückgegeben und sollte als Residenz für Kronprinz Friedrich Ludwig ausgebaut werden. Nach dessen Tod diente es als Sitz des Stabsamtmanns und des Kameralbeamten des Oberamts Marbach. 1817 wurde das Schloss an die Gemeinde Höpfigheim verkauft, die daraufhin Schule und Rathaus im Schloss unterbrachte. Im Dritten Reich wurde der Torturm des Schlosses als Vereinsheim der örtlichen Hitlerjugend genutzt. Bis 1965 diente das Hauptgebäude als Schule, bis 1973 als Rathaus der Stadt Höpfigheim. Heute befindet sich im Hauptgebäude des Schlosses im Erdgeschoss eine Bankfiliale, das Obergeschoss ist, wie die Gebäude des Wirtschaftshofs, in Privatbesitz. Im Jahr 2005 wurde, zum zweiten Mal nach 1981, eine Renovierung am Schloss durchgeführt. Dabei wurden sowohl durch Wasser oder Fäulnis beschädigte Fachwerkteile ersetzt als auch das Gefach neu gemauert.